# Unseen Terror
Fuck the Facts, est un groupe britannique de metal extrême, originaire de Broseley, en Angleterre. Le groupe est formé par Mitch Dickinson (Heresy) et Shane Embury (par la suite Napalm Death), et jouait du metal extrême dont les techniques sont tirées du punk hardcore.

## Histoire
Le groupe est formé à en 1987 à Birmingham, après la disparition de Warhammer, qui était composé de Wayne Aston, Mike Clarke, Mitch Dickinson et Shane Embury.
Quelques mois après le début de l'année 1987, le groupe est invité à contribuer à la compilation Diminished Responsibility (1987) et le groupe décroche un contrat d'enregistrement chez Earache Records pour lequel ils sortent Human Error.
Après la sortie de leur premier album, le batteur de Napalm Death Mick Harris rejoint le groupe en tant que chanteur. Le groupe est invité par John Walters à une session d'enregistrement pour BBC Radio One. Une performance unique à Nottingham avec le bassiste Aston (Ex-Warhammer) a lieu avant l'enregistrement de la session, mais Wayne n'apparait pas sur les enregistrements des Peel Sessions. La session a vu Dickinson et Harris se partager les tâches vocales sur différentes chansons au cours de la session.

## Discographie
- 1987 : Rehearsal
- 1987 : Diminished Responsibility (compilation)
- 1987 : Human Error (album, Earache Records)
- 1989 : Hardcore Holocaust
- 1989 : Hardcore Holocaust II
- 1989 : The Peel Sessions (12", Strange Fruit Records)
- 1989 : 21 Years of Alternative Radio One
- 1990 : Grindcrusher (compilation, Earache Records)
- 2001 : Human Error (réédition)
- 2010 : Grind Madness at the BBC (triple CD)